# Жанузаков, Марат Нурмуханович
Марат Нурмуханович Жанузаков (каз. Марат Нұрмұқанұлы Жанұзақов; 1957, Мартук, Мартукский район, Актюбинская область, Казахская ССР, СССР) — казахстанский политик.

## Биография
Окончил Кокшетауский государственный педагогический институт и МГУ, Московский государственный университет имени Михаила Ломоносова.
Кандидат филологических наук.
14 лет был преподавателем в Кокшетауском педагогическом институте.
Был депутатом Кокшетауского городского маслихата.
С 2002 года был руководителем Акмолинского филиала оппозиционного движения «ДВК» («Демократический выбор Казахстана»), а затем главой областного филиала незарегистрированной радикально-оппозиционной партии «Алга».